# Arthur Charles Innes
Arthur Charles Innes (1834 - 1902) foi um membro do Partido Conservador Irlândes do Parlamento do Reino Unido.